# دوروثي هيد كنود
دوروثي هيد كنود (بالإنجليزية: Dorothy Head Knode) مواليد 4 يوليو 1925 في ريتشموند، كاليفورنيا، الولايات المتحدة، هي لاعبة كرة مضرب أمريكية سابقة وكانت تلعب باليد اليمنى. أعلى تصنيف لها في الفردي كان المركز الـ 5 في سنة 1955.

## النهائيات

### الفردي: (الوصافة 2)
| الحصيلة | السنة | البطولة        | الأرضية | المنافس        | النتيجة        |
| ------- | ----- | -------------- | ------- | -------------- | -------------- |
| الوصافة | 1955  | فرنسا المفتوحة | ترابية  | أنجيلا مورتيمر | 6–2, 5–7, 8-10 |
| الوصافة | 1957  | فرنسا المفتوحة | ترابية  | شيرلي براشير   | 1–6, 3–6       |

### الزوجي (الوصافة 1)
| الحصيلة | السنة | البطولة        | الأرضية | الشريك      | المنافس                     | النتيجة       |
| ------- | ----- | -------------- | ------- | ----------- | --------------------------- | ------------- |
| الوصافة | 1956  | فرنسا المفتوحة | ترابية  | دارلين هارد | أنجيلا باكستون ألثيا جيبسون | 8–6, 6–8, 1–6 |

## الخط الزمني للفردي
مفتاح
| ف | ن | ن.ن | ر.ن | د# | د.م | ل | أ.أ | ت | غ | ب | ف | ذ | م.خ | ل.ت |

(ف) فاز بالبطولة (ن) وصل النهائي (ن.ن) نصف النهائي (ر.ن) ربع النهائي (د#) الأدوار الأربعة الأولى (د.م) دور المجموعات (ل) شارك في كأس ديفيز (أ.أ) خرج من الأدوار الاولى (ت) خسر التصفيات التأهيلية (غ) غاب عن الحدث أو البطولة (ب) حصل على ميدالية برونزية (ف) حصل على ميدالية فضية (ذ) حصل على ميدالية ذهبية (م.خ) بطولة الماسترز خُفضت إلى مرتبة أقل (ل.ت) البطولة لم تعقد في السنة المعينة.
لتجنب الارتباك وازدواجية الحساب، يتم تحديث هذه المعلومات إما في نهاية البطولة، أو عندما تكون مشاركة اللاعب في البطولة قد انتهت.
| الدورة             | 1943  | 1944  | 1945  | 19461 | 19471 | 1948  | 1949  | 1950  | 1951  | 1952  | 1953  | 1954  | 1955  | 1956  | 1957  | 1958  | 1959  | 1960  | 1961  | 1962  | 1963  | 1964  | 1965  | 1966  | 1967  | 1968  | 1969  | إجمالي ف/م |
| ------------------ | ----- | ----- | ----- | ----- | ----- | ----- | ----- | ----- | ----- | ----- | ----- | ----- | ----- | ----- | ----- | ----- | ----- | ----- | ----- | ----- | ----- | ----- | ----- | ----- | ----- | ----- | ----- | ---------- |
| البطولة الأسترالية | ل.ت   | ل.ت   | ل.ت   | غ     | غ     | غ     | غ     | غ     | غ     | غ     | غ     | غ     | غ     | غ     | غ     | غ     | غ     | غ     | غ     | غ     | غ     | غ     | غ     | غ     | غ     | غ     | غ     | 0 / 0      |
| فرنسا              | R     | R     | غ     | غ     | غ     | غ     | غ     | د3    | غ     | ن.ن   | ن.ن   | غ     | ن     | د3    | ن     | ر.ن   | غ     | غ     | غ     | غ     | غ     | غ     | غ     | د3    | د1    | غ     | د1    | 0 / 10     |
| بطولة ويمبلدون     | ل.ت   | ل.ت   | ل.ت   | غ     | غ     | غ     | غ     | د4    | غ     | د4    | ن.ن   | غ     | ر.ن   | د2    | ن.ن   | د2    | غ     | د3    | غ     | غ     | د3    | غ     | غ     | د2    | د1    | غ     | غ     | 0 / 11     |
| البطولة الأمريكية  | ر.ن   | د2    | د1    | ر.ن   | ر.ن   | د3    | د2    | غ     | د3    | غ     | غ     | د1    | ن.ن   | ر.ن   | ن.ن   | ر.ن   | ر.ن   | غ     | غ     | د4    | غ     | غ     | غ     | غ     | غ     | غ     | غ     | 0 / 15     |
| م.ف                | 0 / 1 | 0 / 1 | 0 / 1 | 0 / 1 | 0 / 1 | 0 / 1 | 0 / 1 | 0 / 2 | 0 / 1 | 0 / 2 | 0 / 2 | 0 / 1 | 0 / 3 | 0 / 3 | 0 / 3 | 0 / 3 | 0 / 1 | 0 / 1 | 0 / 0 | 0 / 1 | 0 / 1 | 0 / 0 | 0 / 0 | 0 / 2 | 0 / 2 | 0 / 0 | 0 / 1 | 0 / 36     |

- إجمالي ف / م = إجمالي الفوز والمشاركة

## روابط خارجية
- دوروثي هيد كنود على موقع الاتحاد الدولي لكرة المضرب (الإنجليزية)
- دوروثي هيد كنود على موقع خلاصة التنس.كوم (الإنجليزية)